# SEHA League 2015-16
SEHA League 2015-16 var den femte sæson af SEHA League. Ligaen havde deltagelse af ti hold fra Bosnien og Hercegovina, Hviderusland, Kroatien, Makedonien, Serbien, Slovakiet og Ungarn. De 10 hold spillede først en dobbeltturnering alle-mod-alle, hvor holdene mødtes både ude og hjemme. De seks bedst placerede hold gik videre til slutspillet, der blev afviklet i cupformat.
Turneringen blev vundet af MKB-MVM Veszprém, som i finalen besejrede RK Vardar med 28-26, og som dermed vandt SEHA-titlen for anden sæson i træk og anden gang i alt.

## Resultater

### Grundspil
De 10 hold spiller en dobbeltturnering alle-mod-alle, der bliver afviklet i perioden 1. september 2015 - 12. marts 2016. De fire bedst placerede hold går videre til slutspillet.
| Nr | Hold                 | K  | V  | U | T  | Mf  |   | Mi  | +/-  | P            |
| -- | -------------------- | -- | -- | - | -- | --- | - | --- | ---- | ------------ |
| 1  | MKB-MVM Veszprém (M) | 18 | 16 | 2 | 0  | 628 | – | 418 | +210 | 50Semifinale |
| 2  | RK Vardar            | 18 | 14 | 2 | 2  | 603 | – | 491 | +112 | 44Semifinale |
| 3  | RK PPD Zagreb        | 18 | 14 | 0 | 4  | 570 | – | 453 | +117 | 42Semifinale |
| 4  | Brestskij GK Mesjkov | 18 | 12 | 0 | 6  | 567 | – | 481 | +86  | 36Semifinale |
| 5  | HT Tatran Prešov     | 18 | 9  | 1 | 8  | 546 | – | 492 | +54  | 28           |
| 6  | RK Nexe              | 18 | 8  | 1 | 9  | 497 | – | 502 | −5   | 25           |
| 7  | RK Vojvodina         | 18 | 4  | 3 | 11 | 471 | – | 574 | −103 | 15           |
| 8  | RK Borac m:tel       | 18 | 3  | 2 | 13 | 461 | – | 577 | −116 | 11           |
| 9  | RK Spartak Vojput    | 18 | 3  | 1 | 14 | 461 | – | 583 | −122 | 10           |
| 10 | RK Maks Strumica     | 18 | 0  | 2 | 16 | 389 | – | 622 | −233 | 2            |

 K: Kampe spillet, V: Vundne kampe, U: Uafgjorte kampe, T: Tabte kampe, Mf: Mål for, Mi: Mål imod, +/-: Måldifference, P: Point

 

### Slutspil
Slutspillet med de fire bedste hold blev spillet i Varaždin i perioden 1. - 3. april.
| Dato     | Tidspunkt | Kamp                                    | Res.     | Pause   | Tilsk. |
| -------- | --------- | --------------------------------------- | -------- | ------- | ------ |
| 1. april | 18:00     | MKB-MVM Veszprém - Brestskij GK Mesjkov | [0]20−20 | 116−110 | 4.358  |
| 1. april | 20:30     | RK Vardar - RK PPD Zagreb               | 26−24    | 12−10   | 5.347  |
| 3. april | 16:30     | Brestskij GK Mesjkov - RK PPD Zagreb    | 23−24    | 14−13   | 5.420  |
| 3. april | 19:00     | MKB-MVM Veszprém - RK Vardar            | 28−26    | 14−15   | 5.486  |